# Anguillas herrlandslag i fotboll
Anguillas herrlandslag i fotboll spelade första matchen den 14 maj 1991 i Saint Lucia, där det blev 1-1 mot Montserrat i en kvalmatch till Concacaf Gold Cup 1991.

## Historik
Anguillas fotbollsförbund bildades 1990, och är medlem av Fifa och Concacaf.
8 februari 2001 vann man sin första och hittills enda match med 4-1 mot Montserrat. 

## Kort om
Anguilla ligger i botten på Fifas världsrankning. Laget förlorar ofta stort i matcherna de spelar, vilket var fallet i kvalet till VM i Sydafrika 2010. Anguilla hoppades då på ett mirakel mot topprankade El Salvador men laget var dåligt förberedda över två matcher vann El Salvador med 16-0.

### VM
- 1930 till 1998 - Deltog ej
- 2002 - Kvalade inte in
- 2006 - Kvalade inte in
- 2010 - Kvalade inte in
- 2014 - Kvalade inte in
- 2018 - Kvalade inte in
- 2022 - Kvalade inte in

I kvalet till VM i Tyskland 2006 åkte man ut i första omgången efter oavgjort och förlust borta mot Dominikanska republiken.

### CONCACAF mästerskap
- 1941 till 1989 - Deltog ej
- 1991 - Kvalade inte in
- 1993 - Kvalade inte in
- 1996 - Kvalade inte in
- 1998 - Kvalade inte in
- 2000 - Kvalade inte in
- 2002 - Kvalade inte in
- 2003 - Deltog ej
- 2005 - Deltog ej
- 2007 - Kvalade inte in
- 2009 - Kvalade inte in
- 2011 - Kvalade inte in
- 2013 - Kvalade inte in
- 2015 - Kvalade inte in
- 2017 - Kvalade inte in
- 2019 - Kvalade inte in
- 2021 - Kvalade inte in

### Karibiska mästerskapet
- 1989 - Deltog ej
- 1990 - Deltog ej
- 1991 - Kvalade inte in
- 1992 - Kvalade inte in
- 1993 - Kvalade inte in
- 1994 - Kvalade inte in
- 1995 - Kvalade inte in
- 1996 - Kvalade inte in
- 1997 - Kvalade inte in
- 1998 - Kvalade inte in
- 1999 - Deltog ej
- 2001 - Kvalade inte in
- 2005 - Deltog ej
- 2007 - Kvalade inte in
- 2008 - Kvalade inte in
- 2010 - Kvalade inte in
- 2012 - Kvalade inte in
- 2014 - Kvalade inte in
- 2017 - Kvalade inte in